# Im Sieken und Bruch
Im Sieken und Bruch ist ein Naturschutzgebiet in der niedersächsischen Stadt Uelzen und den Gemeinden Barum und Emmendorf in der Samtgemeinde Bevensen-Ebstorf im Landkreis Uelzen.
Das Naturschutzgebiet mit dem Kennzeichen NSG LÜ 272 ist 190 Hektar groß. Es ist Bestandteil des FFH-Gebietes „Ilmenau mit Nebenbächen“.
Das Naturschutzgebiet liegt zwischen Uelzen und Barum und westlich von Emmendorf. Es stellt ein zweiteiliges Gebiet, den „Sieken“ im Westen und den „Bruch“ im Osten unter Schutz. Beide Teile sind durch den Ohbeck, einem Nebengewässer der Ilmenau, verbunden.
Der „Sieken“ ist ein Waldgebiet auf einer Endmoräne. Das Waldgebiet wird von kleinen Bachläufen durchzogen, die den Ohbeckgraben bilden. Die Endmoräne ist von naturraumtypischen Laub- und Laubmischwäldern wie Buchen- und Eichen-Mischwäldern bestanden. In das Waldgebiet sind landwirtschaftliche Nutzflächen, Grünland und Ackerflächen, eingestreut. In dem Waldgebiet befinden sich an mehreren Stellen Teiche. Der „Bruch“ im Osten wird ebenfalls von Laubwaldbeständen, aber auch landwirtschaftlichen Nutzflächen geprägt. Der Ohbeck wird von Hochstaudenfluren, Röhrichten, Riedern und Sümpfen begleitet.
Im Osten durchquert die Bahnstrecke Hannover–Hamburg den „Bruch“, in der Mitte des Naturschutzgebietes verläuft die Bundesstraße 4. Sie teilt gleichzeitig „Sieken“ und „Bruch“.
Das Gebiet steht seit dem 29. März 2007 unter Naturschutz. Zuständige untere Naturschutzbehörde ist der Landkreis Uelzen.